# Marsida Saraçi Arapi
Marsida Saraçi Arapi, född Marsida Saraçi den 21 oktober 1985 i Tirana, är en albansk sångerska. Saraçi Arapi var en av finalisterna i den albanska versionen av Idols, Ethet e së premtes mbrëma, år 2004. Hon är gift med sångaren Arbër Arapi.

## Biografi
Saraçi Arapi föddes år 1985 i Albaniens huvudstad Tirana. 2004 var hon en av deltagarna i musikprogrammet Ethet. Saraçi Arapi lyckades ta sig till finalen av tävlingen, men vann ej. Hon deltog tillsammans med bland andra Vesa Luma, Luiz Ejlli, Teuta Kurti och Samanta Karavello. Senare samma år, i december, deltog hon i Festivali i Këngës 43 med låten "Më duaj gjatë" med vilken hon lyckades ta sig till finalen som vanns av Ledina Çelo. Året därpå ställde hon upp i Festivali i Këngës 44 med bidraget "Do të doja". Hon tog sig till finalen som hölls den 18 december 2005, vilken vanns av Luiz Ejlli som hon tävlade mot i Ethet 2004. År 2007 ställde hon, tillsammans med sin blivande make Arbër Arapi, upp i Kënga Magjike 9 med låten "Hapa dashurie". De tog sig dock inte vidare till finalen av tävlingen. I Festivali i Këngës 47 år 2008 framförde hon tillsammans med Arapi och Dorina Garuci bidraget "Dita një jetë", som Garuci deltog med i tävlingen. Garuci kom att sluta på en sjunde plats i finalen av tävlingen. 2010 gjorde Saraçi Arapi själv comeback i Festivali i Këngës 49 med låten "Vetëm s'jemi në botë". Hon tog sig till finalen och fick där 2 poäng vilket räckte till en 16:e plats av 18 deltagare. Vann gjorde Aurela Gaçe. För andra året i rad ställde hon upp i tävlingen då hon i december 2011 framförde bidraget "Eja më merr" i Festivali i Këngës 50. Hon slogs dock ut i semifinalen.

## Diskografi

### Singlar
- 2004 – "Më duaj gjatë"
- 2005 – "Do të doja"
- 2007 – "Hapa dashurie" (feat. Arbër Arapi)
- 2010 – "Vetëm s'jemi në botë"
- 2011 – "Eja më merr"